# Cyclone Global Navigation Satellite System
Il Cyclone Global Navigation Satellite System (CYGNSS) è una rete satellitare sviluppata dall'Università del Michigan e dal Southwest Research Institute avente lo scopo di migliorare le capacità di previsione dei cicloni tropicali attraverso la comprensione delle interazioni tra il mare e l'aria nei pressi del nucleo della tempesta.

## Sviluppo
Nel giugno 2012, la NASA sponsorizzò il progetto con la somma di 152 milioni di dollari, proponendo l'Università del Michigan a capo del suo sviluppo. A tale sviluppo concorsero anche altre aziende tra cui il Southwest Research Institute, la Sierra Nevada Corporation e la Surrey Satellite Technology.
Il piano prevedeva la realizzazione di un costellazione di otto micro-satelliti da lanciare simultaneamente con un unico lanciatore e porre in orbita terrestre bassa, a 500 km di quota. Una prima programmazione aveva inoltre previsto il lancio dei satelliti per il 12 dicembre 2016 e l'osservazione di due stagioni di uragani, ma alcuni problemi ad una pompa del velivolo di lancio fecero posticipare l'inizio della missione al 15 dicembre 2016, quando i satelliti furono lanciati con successo.

## Contesto
Le capacità di prevedere il percorso dei cicloni tropicali sono aumentate di circa il 50% rispetto al 1990; tuttavia, lo stesso periodo di tempo non ha visto crescere allo stesso modo la capacità di prevedere l'intensità di tali fenomeni. Una miglior comprensione degli eventi che accadono nel nucleo interno di queste tempeste tropicali potrebbe portare a un miglioramento proprio di questo tipo di previsioni, tuttavia gli attuali sensori non sono in grado di raccogliere dati di qualità sufficiente su quelle zone dei cicloni a causa soprattutto delle forti piogge che le circondano e quindi un miglioramento degli attuali modelli previsionali è piuttosto difficile da ottenere.

## Obbiettivo scientifico
L'obbiettivo del CYGNSS, che è la prima delle missioni spaziali NASA di classe Earth Venture, facenti parte del programma Earth Science System Pathfinder, è quello di fornire dati utili a capire la correlazione tra le proprietà della superficie oceanica, la termodinamica dell'atmosfera umida e le dinamiche convettive del nucleo più interno di un ciclone tropicale. Per raggiungere questo scopo, il sistema misura la velocità del vento al di sopra della superficie marina in tutte le condizioni di precipitazione, incluse quelle presenti nell'eyewall, ossia l'anello di temporali che circonda l'l'occhio di un ciclone. Tali misurazioni avvengono in particolar modo con una frequenza sufficiente a far sì che si possa seguire sia la genesi del ciclone che l'aumento della sua intensità.

## Funzionamento e strumentazione
La misurazione delle proprietà dei venti sulla superficie degli oceani viene effettuata dai satelliti del sistema CYGNSS utilizzando una tecnica di diffusometria bi-statica basata su segnali GPS. Ogni satellite riceve sia segnali GPS diretti che segnali GPS riflessi dalla superficie terrestre; i segnali diretti localizzano la posizione del microsatellite e forniscono un riferimento temporale, mentre i segnali riflessi o "diffusi" forniscono informazioni circa la condizione della superficie del mare; misurando la rugosità dei quest'ultima, infatti, è possibile ricavare la velocità del vento che ne soffia al di sopra.
Ogni satellite della rete trasporta uno strumento chiamato Delay Doppler Mapping Instrument (DDMI), composto da:
- un Delay Mapping Receiver (DMR);
- due antenne dirette lungo il nadir;
- un'antenna diretta lungo lo zenit.

L'utilizzo di una rete di otto piccoli satelliti garantisce la possibilità di avere osservazioni molto frequenti, tanto che il tempo medio che intercorre tra due osservazioni di uno stesso punto da parte di due satelliti diversi è di circa 7 ore. Gli otto microsatelliti sono posti su un'orbita avente un'inclinazione di 35°, dove ogni satellite è stabilizzato sui tre assi grazie a dispositivi come le ruote di reazione, e ognuno di essi è capace di misurare quattro riflessioni simultaneamente, garantendo la realizzazione di 32 misurazioni al secondo.

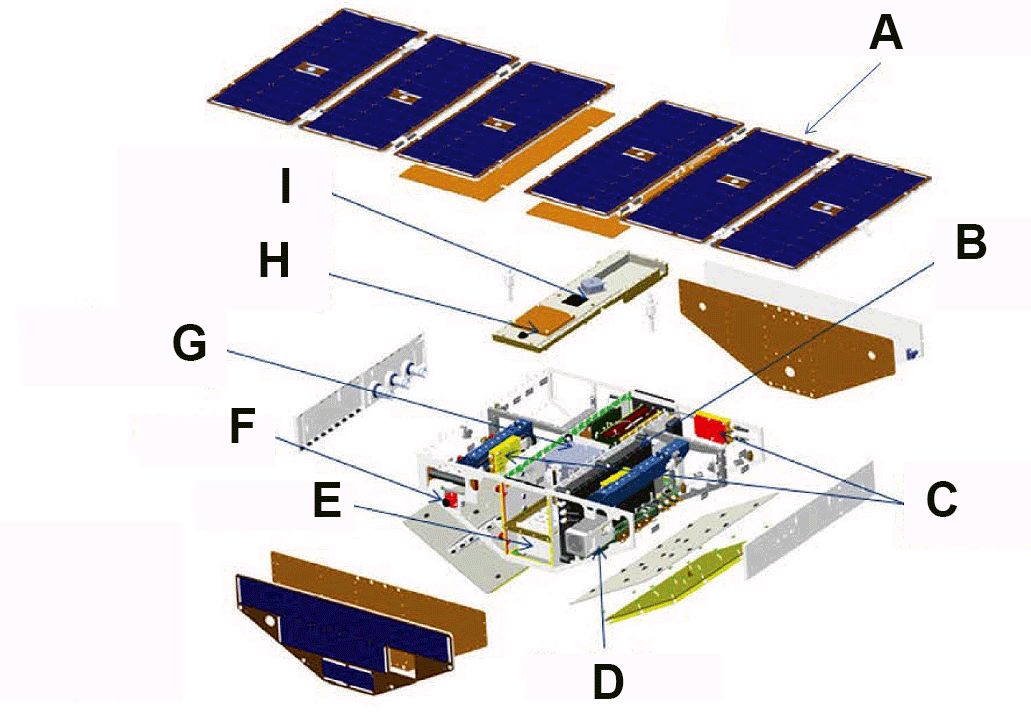
Schema dei satelliti del sistema CYGNSS. A : Pannello solare - B : Ricevitore - C : Amplificatori (3 totali di cui 2 visibili) - D : Fotocamera stellare - E : Batterie (2) - F : Sensore solare - G : Ruota di reazione - H : Antenna banda S - I : Antenna banda L.

## Lancio e operatività

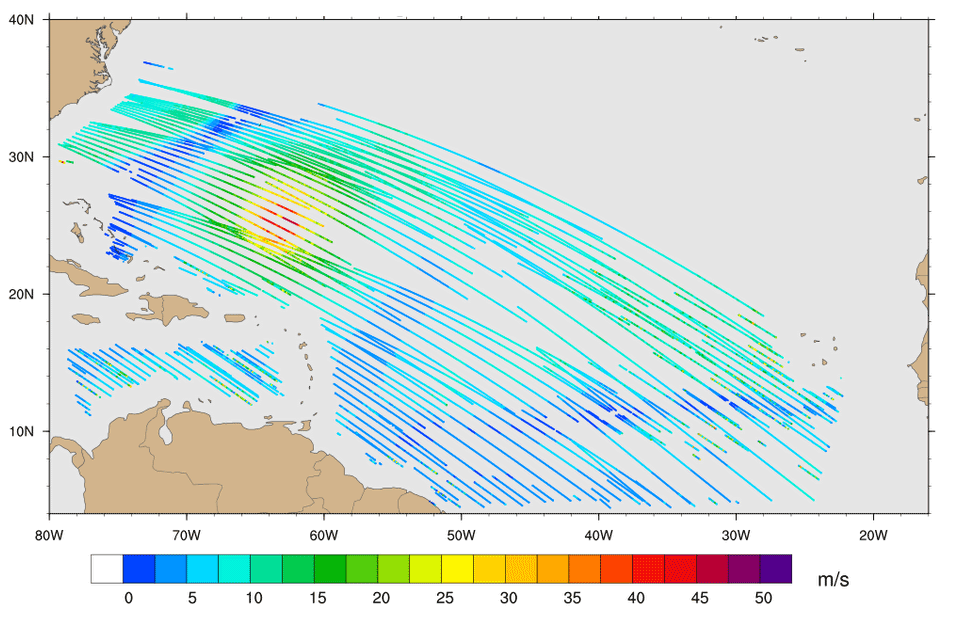
Un esempio di rilevamento effettuato dal sistema CYGNSS in un intervallo di sei ore.

I satelliti del sistema CYGNSS sono stati lanciati il 15 dicembre 2016 utilizzando un singolo lanciatore Pegasus XL. Il vettore era stato portato in quota dallo Stargazer, un Lockheed L-1011 opportunamente modificato di proprietà della Orbital ATK, a circa 200 km dalla costa di Cape Canaveral, in Florida. Il lancio, inizialmente previsto per il 12 dicembre, era stato posticipato proprio a causa di problemi del sistema di lancio, riguardanti in particolar modo il sistema idraulico che permetto il rilascio del Pegasus XL dallo Stargazer.
Dopo il lancio, avvenuto alle 13:37 UTC, gli otto microsatelliti, che misurano 163,5×52,1×22,9 cm e pesano 28,9 kg, sono stati immessi nell'orbita tra le 13:50 UTC e le 13:52 UTC grazie a un modulo di posizionamento agganciato al terzo stadio del Pegasus. Il primo contatto radio con il primo satellite è quindi avvenuto alle 16:42 UTC mentre l'ottavo e ultimo satellite è stato contattato con successo alle 20:30 UTC. Entro la fine del 15 dicembre, tutti e otto i microsatelliti avevano esteso e rivolto verso il sole i propri pannelli solari, pronti ad iniziare la propria missione.